# Caminho de Ferro de Ponta Delgada às Furnas e à Ribeira Grande
O Caminho de Ferro de Ponta Delgada às Furnas e à Ribeira Grande foi uma rede ferroviária planeada, mas nunca construída, que ligaria a cidade de Ponta Delgada às localidades de Furnas e Ribeira Grande, na Ilha de São Miguel, nos Açores, em Portugal.

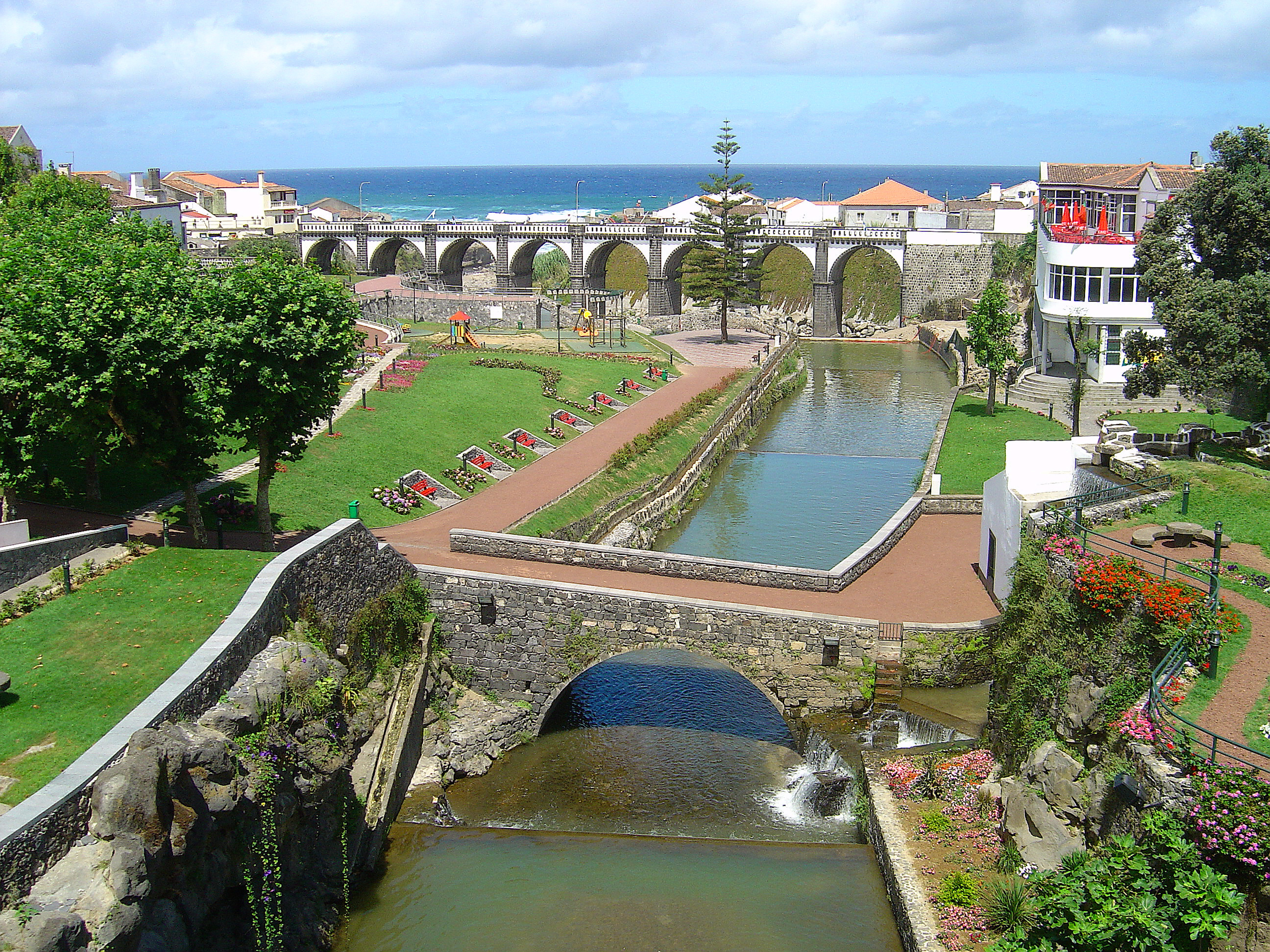
Cidade de Ribeira Grande.

## História

### Antecedentes
Nos finais do século XIX, a rede viária na Ilha de São Miguel estava muito desadequada, especialmente nas estradas que ligavam Furnas e Ribeira Grande a Ponta Delgada, necessitando de grandes intervenções e de vários ramais; desta forma, a Junta Geral do Distrito Autónomo de Ponta Delgada ponderou a construção de um caminho de ferro, acompanhando aproximadamente o traçado daquelas estradas. Em 1895, um correspondente do jornal O Comércio do Porto relatou que um abastado cidadão americano, Sr. Ulwing, que havia passado alguns dias na Ilha de São Miguel, tinha avançado a hipótese de se construir uma linha de caminho de ferro a tracção eléctrica entre Ponta Delgada e as Furnas.

### Concursos para construção e exploração

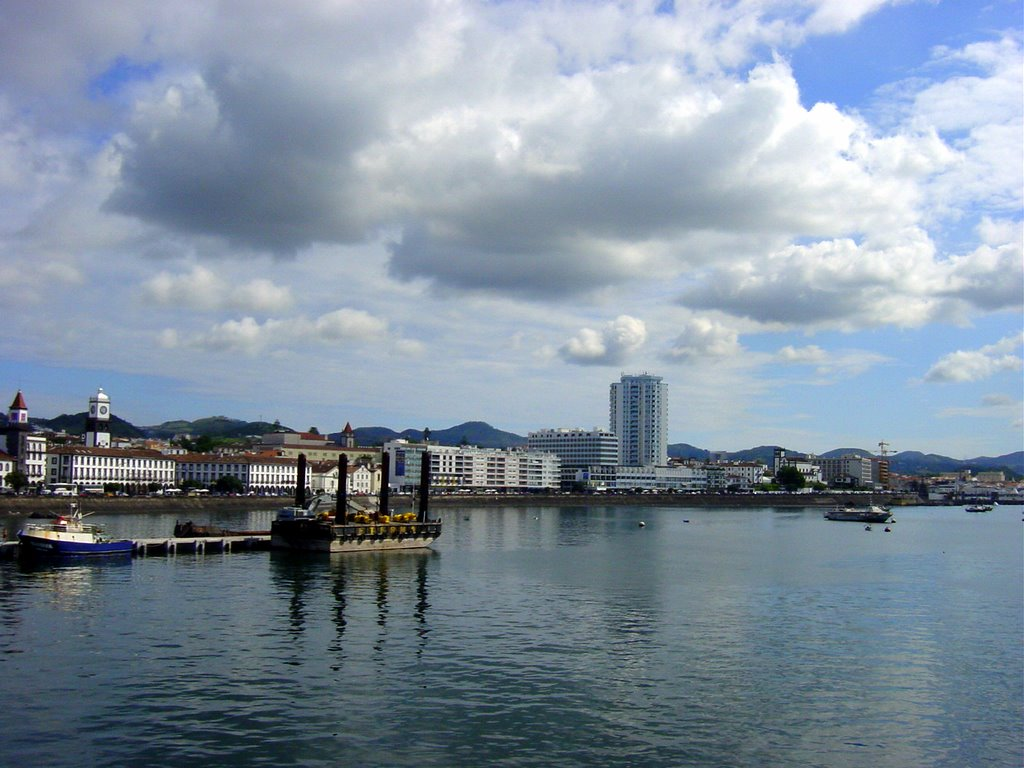
Cidade de Ponta Delgada.

Em 16 de Fevereiro de 1899, a Junta Geral já tinha entregue um pedido ao Ministro das Obras Públicas, para que fosse apresentada uma proposta de lei às cortes, autorizando a Junta a abrir um concurso público para a construção e exploração de um caminho de ferro de via reduzida entre Ponta Delgada, as Furnas e Ribeira Grande. A proposta para a construção do Caminho de Ferro de Ponta Delgada às Furnas e à Ribeira Grande foi apresentada ao parlamento em 27 de Maio, pelo ministro Elvino José de Sousa Brito. Em 26 de Julho desse ano, a Junta Geral foi autorizada a concretizar este empreendimento. Em 16 de Dezembro, já tinham sido requeridas à Direcção Geral de Obras Públicas e Minas as cartas para este caminho de ferro, de forma a terem a publicidade referida no artigo 5.º das condições do concurso para adjudicação e exploração, de acordo com a lei de 26 de Julho.
O concurso foi realizado em Março de 1900, mas não teve quaisquer concorrentes, e a Junta não quis aproveitar a cláusula que lhe permitia construir a linha por conta própria, e depois alugar a exploração. Apesar disso, a Junta continuava a manifestar a intenção de construir este caminho de ferro, mesmo sem apoios do governo central. Com efeito, em Junho desse ano, já tinha remetido ao governo o projecto para a sua construção e exploração, sem subsídios nem garantia de juro, processo era considerado raro em Portugal, uma vez que normalmente os órgãos locais esperavam que o governo central tomasse a iniciativa em obras de maiores dimensões.
Uma empresa britânica apresentou, em Março de 1901, uma proposta muito vantajosa, pois estava de acordo com a lei de 1899, e dispensava a garantia de juro que a Junta tinha de pagar. Assim, em Maio desse ano, o governo já tinha apresentado às Câmaras uma uma proposta de lei para autorizar a Junta Geral a contratar a construção e gestão deste caminho de ferro, modificando as bases do contrato. Este novo diploma permitia que a tracção fosse a vapor ou eléctrica, e que as vias podiam ser instaladas nas bermas ou mesmo nas faixas de rodagem das estradas, removeu a obrigação da Junta em prestar a garantia de juro, ampliou o prazo para a isenção de contribuições de 25 para 35 anos, elevou-se de seis para oito anos o tempo para a livre importação do material, e determinou que durante 35 anos existiria isenção de direitos sobre o combustível para as máquinas. Também no material circulante se verificaram modificações, deixando de ser considerado indispensável a introdução de um compartimento especial para as malas de correspondência e o respectivo condutor. Outra alteração importante foi o fim da proibição de empresas estrangeiras concorrerem à concessão deste caminho de ferro, embora tivessem de ficar sujeitos às leis e à justiça portuguesa.
Em Maio de 1909, estavam a ser estudadas duas propostas para a instalação do troço entre Ponta Delgada e Furnas. Uma lei de 26 de Junho de 1913, publicada pelos Ministérios das Finanças e do Interior, voltou a autorizar a Junta a construir e explorar este caminho de ferro.
Em Maio de 1921, já tinham sido concluídos os estudos e os projectos para o aproveitamento da Ribeira dos Tambores, para fornecer energia eléctrica ao caminho de ferro.

### Fim do projecto
Porém, este caminho de ferro nunca chegou a ser construído, tendo os problemas de comunicação na Ilha sido resolvidos posteriormente, através da instalação de novas estradas.

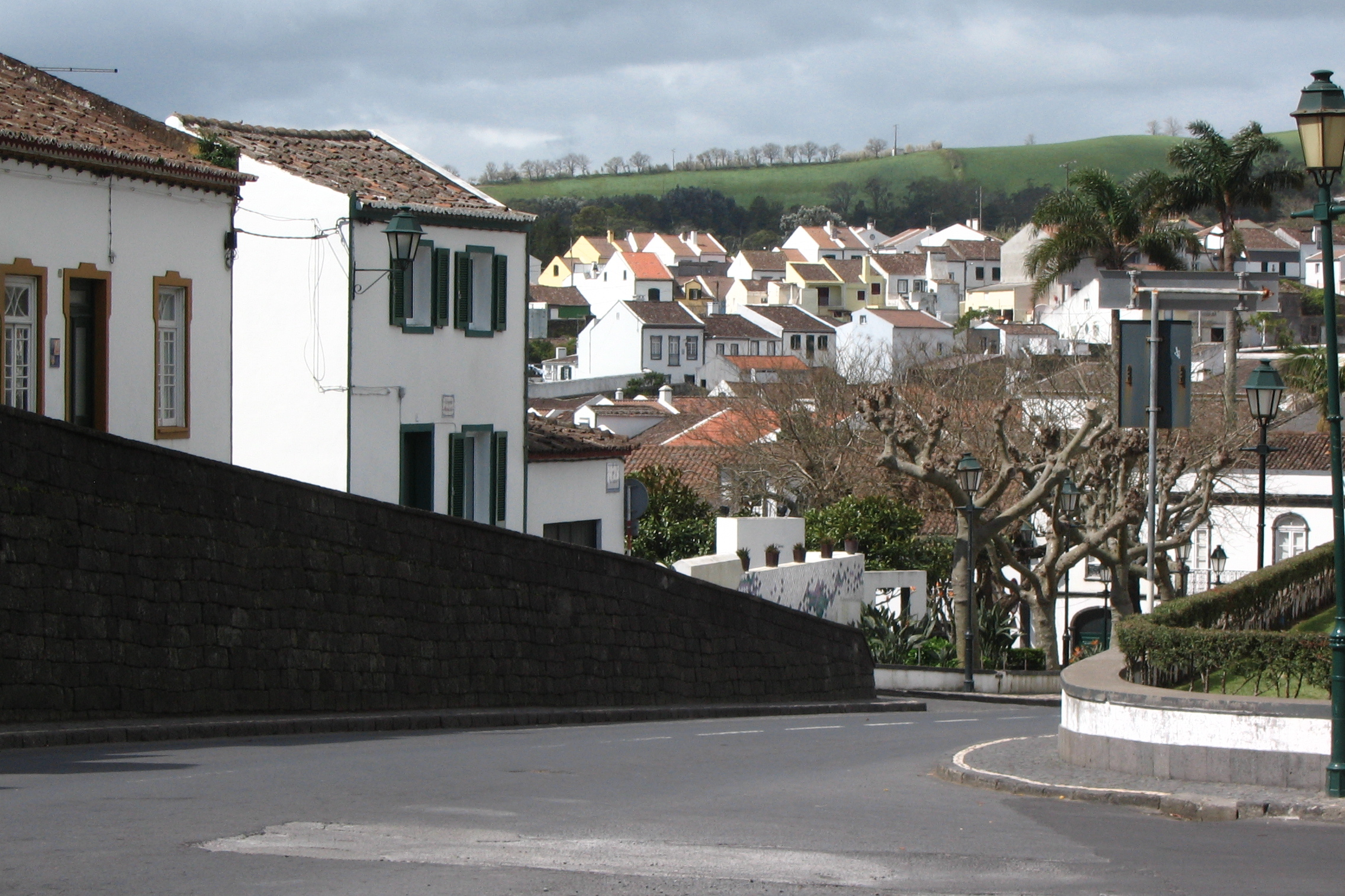
Vila de Água de Pau.

## Descrição
Segundo a proposta de 1899 do Ministro Elvino Brito, a linha principal, entre Ponta Delgada e Furnas, mediria exactamente 42,180 km, enquanto que o ramal para a Ribeira Grande teria 16,480 km, totalizando assim 58,660 km. O Ramal da Ribeira Grande deveria sair da linha principal na Pranchinha, e passar tão perto quanto possível da vila de Rabo de Peixe. O caminho de ferro seria do tipo tramway, motivo pelo qual teria um grande número de estações intermédias. Estas seriam em número de dezoito, e serviriam as localidades de São Roque, Livramento, Atalhada, Lagoa, Água de Pau, Ribeira Chã, Praia, Vila Franca do Campo, Ribeira das Tainhas e Ponta Garça.
Previa-se um custo de 21:900 réis insulanos por quilómetro, amontando a cerca de 1.285.000 réis.